# Aleiodes gastritor
Aleiodes gastritor är en stekelart som först beskrevs av Carl Peter Thunberg 1822.  Aleiodes gastritor ingår i släktet Aleiodes och familjen bracksteklar. Arten är reproducerande i Sverige. Inga underarter finns listade i Catalogue of Life.